# Клеопатра VI
Клеопатра VI Трифена (95 до н. е. —57 до н. е.) — цариця Єгипту у 80 до н. е.–57 до н. е. роках (у 58–57 роках до н. е. самостійно).

## Ім'я
Часто відома як Клеопатра V, а Клеопатрою VI називають її старшу доньку. Втім достеменно відомо про 3 доньок, а старшою була Береніка IV. Можливо не завжди враховують Клеопатру Селену, яка була дружиною Птолемея IX (її часто називають Клеопатрою Селеною I, хоча відома й як Клеопатра V Селена).

## Життєпис
Походила з династії Птолемеїв. Була позашлюбною донькою Птолемея IX, царя Єгипту. Про мати нічого не відомо. Народилася, ймовірно, на о. Кіпр. Після відновлення батька на трону у 89 році до н. е. не перебралася до Єгипту. Згодом опинилася у Римі (за яких обставин не відомо).
У 80 році загинули останні законні володарі Єгипту — Береніка III та Птолемей XI. Римський сенат, незважаючи на можливість приєднати Єгипет до своєї держави, вирішив передати владу над Єгиптом Клеопатрі Трифені та її брату Птолемею. Разом з тим Кіпр відділено від Єгипту й передано іншому братові та сестрі Клеопатри.
З 80 року до н. е. Клеопатра правила разом із своїм братом. На відміну від свого чоловіка-брата Клеопатра VI поступово здобула повагу серед чиновників та населення Олександрії. Цим вона скористалася під час заворушень 58 року до н. е., коли Рим вирішив захопити Кіпр, всупереч усім домовленостям. Зрештою Птолемей XII разом з молодшими доньками втік до Родосу, а Клеопатра VI перебрала на себе повну владу (формально розділила із старшою донькою Беренікою). Втім у 57 році до н. е. цариця помирає (за ймовірною версією була отруєна Беренікою IV).

## Родина
Чоловік — Птолемей XII Авлет
Діти:
- Береніка IV
- Птолемей XIII
- Клеопатра VII
- Арсіноя IV
- Птолемей XIV